# Juviles
Juviles là một đô thị trong tỉnh Granada, Tây Ban Nha.